# Tiroteo del Dawson College
El Tiroteo del Dawson College ocurrió el 13 de septiembre de 2006 en el Dawson College en Westmount, Quebec, una aglomeración de la ciudad de Montreal en Canadá. El perpetrador, Kimveer Gill, empezó a disparar desde el Boulevard Maisonneuve en la entrada del instituto y luego se trasladó a la cafetería en la planta principal. En el lugar, una estudiante murió y otros 19 resultaron heridos, de los cuales ocho de ellos requirieron cirugía. El tirador se suicidó de un disparo en la cabeza luego de ser herido en un brazo por parte de un policía.
Las víctimas fueron trasladadas al Hospital General de Montreal y a otros hospitales del área. Este fue el cuarto tiroteo en institutos de educación en Montreal después de la Masacre de la Escuela Politécnica de Montreal en 1989, el tiroteo por parte de Valery Fabrikant en la Universidad Concordia en 1992 y de la muerte por tiroteo en una escuela de inmigrantes en 1997.

## Hechos

1. 12:30 el tirador deja el auto.
2. 12:41: Primeros disparos afuera de la entrada.
3. 12:44: Oficiales cercanos son enviados al lugar.
4. 12:42–12:48: Tirador dispara a los estudiantes en la cafetería. La policía le dispara en el brazo, luego él mismo se dispara en su cabeza.
5. 13:30: El cuerpo del tirador es llevado afuera y cubierto.

A las 12:30 hora local, Gill aparcó su auto en el Boulevard Maisonneuve y fue visto sacando armas de una maleta por transeúntes que nada hicieron para ayudar. Rápidamente, Gill tomó a un transeúnte como rehén y lo obligó a cargar con una bolsa que contenía una cuarta arma y más municiones. El tirador abrió fuego contra los estudiantes a unos escasos pasos de la entrada al edificio con un rifle; mientras tanto, el transeúnte tomado como rehén, escapó entre el tumulto y escondió inteligentemente, la bolsa que contenía la cuarta arma.
Luego Gill, entró a la escuela y se dirigió a la cafetería, prácticamente delante de la entrada. A continuación, se colocó en un rincón de la cafetería, cerca del microondas y depositó su bolso en el suelo. Seguidamente, cargó un arma y abrió fuego disparando primero al suelo y luego disparando a dos estudiantes llamados Joel Kornek y Jessica Albert, quienes estaban enfrente de él. Después recargó el arma y obligó a los demás estudiantes a tenderse en el suelo. Gill, continuó disparando a estudiantes aparentemente al azar hasta que se enfrentó con dos policías, quienes estaban visitando casualmente la escuela por un incidente no relacionado y que al escuchar los disparos se aproximaron rápidamente a la escena. Mientras tanto, más oficiales de policía cercaron el campus. Enfrentado a la policía en la cafetería, Gill tomó rápidamente dos rehenes más. Inmediatamente, el tirador fue herido en el brazo por un disparo del oficial de policía Denis Coté y luego se suicidó disparándose en la cabeza a las 12:48 hora local. Los oficiales de policía intentaron resucitarlo pero fallaron. A las 13:30 su cuerpo fue arrastrado al exterior por la policía, cubierto con una bolsa amarilla y luego continuó la evacuación y la búsqueda de posibles cómplices. Las autoridades determinaron que el ataque fue premeditado, después de encontrar una nota de suicidio en el cuerpo de Gill durante la autopsia.
La policía acordonó el área con una cinta naranja y entró al establecimiento para buscar más estudiantes. Los medios de comunicación acordaron en decir que había alrededor de 80 autos policiales y más de 24 ambulancias alrededor del edificio. Los estudiantes y profesores fueron evacuados del campus o también del vecindario de la izquierda.
Dos centros comerciales adyacentes al Dawson, Place Alexis Nihon y Westmount Square, directamente conectados con la estación de metro Atwater, fueron evacuados y la línea verde del Metro de Montreal fue cerrada por varias horas entre las estaciones de Lionel-Groulx y McGill. Además varios centros de entretenimiento y un estadio de hockey sobre hielo formaron parte del hecho, ya que muchos estudiantes fueron a refugiarse a esos lugares cuando comenzó el tiroteo. La policía, aseguró todos estos lugares como un lugar de refugio para los que escapaban. Horas después, todos estos lugares volvieron a la normalidad cuando la policía reabrió lo que había cerrado.
Muchos estudiantes, también escaparon cerca de la Universidad Concordia, donde está localizado el Unión Estudiantil de Concordia (CSU) por sus siglas en inglés. La CSU canceló todas las actividades de orientación y utilizó estos lugares como refugio temporal para los evacuados del Dawson, proporcionándoles alimentos, agua, mantas y teléfonos para comunicarse con sus seres queridos y avisarles que ellos estaban bien. El equipo de ayuda y coordinación estuvo liderada por George Stamatis (Activista de los Derechos del Niño) e instaló un centro de ayuda en el campus Sir George Williams el cual ofreció ayuda psicológica y psiquiátrica a estudiantes y profesores traumatizados. Un amigo cercano de George Stamatis, Claude Daphin (Alcalde del conglomerado de Lanchine y Vicepresidente del Comité Ejecutivo de la Ciudad de Montreal) quien tuvo una relación muy cercana con ambas uniones estudiantiles la noche de los sucesos. Daphin fue a las oficinas del CSU la noche del tiroteo para reunirse con ambas uniones estudiantiles, tanto las de Concordia como la de Dawson y les informó lo que estaba haciendo la ciudad y les preguntó que podía hacer él por ellos.
La policía también estableció varias líneas telefónicas para que los familiares de los estudiantes pudieran comunicarse y averiguar información sobre sus seres queridos.
La policía reportó que se necesitaban varios días para procesar toda la escena del tiroteo. Como resultado, los oficiales de policía que estaban en Dawson informaron de que la escuela estaría cerrada hasta el lunes 18 de septiembre de 2006; se programó abrir el establecimiento a las 11:00AM y permanecer abierto hasta las 7:00PM, además de tener un "Día Libre". Las clases fueron programadas para volver a la normalidad el martes 19 de septiembre de 2006.
Durante una búsqueda policial en la casa de Gill, se encontró una carta de perdón para su familia. Además la policía encontró fundas y accesorios de armas de fuego, incluyendo manuales, incluidas en éste las armas que utilizó durante el ataque y también, una carta alabando los hechos realizados por los tiradores de Columbine, Eric Harris y Dylan Klebold.

### Armas
Gill estaba armado con un rifle, una pistola y con una escopeta. Disparó sesenta disparos de los cuales 10 fueron fuera del establecimiento. Exceptuando cinco disparos de su pistola, uno de los cuales fue para quitarse la vida; todos los disparos provinieron del rifle.
También, se reportó de una cuarta arma que él había obligado a llevar a un rehén cuando arribó al campus escondida en una mochila. Según el reportero criminólogo de la TVA Claude Poirier, Gill tomó como rehén a un abogado y le obligó a llevar la mochila con la cuarta arma y municiones adicionales. Cuando comenzaron los primeros disparos y la policía llegó al lugar, el abogado escapó y escondió la mochila.
Todas las armas de Gill estaban bajo posesión legal y estaban permitidas; compradas por un ciudadano de Canadá. Sin embargo, el rifle con el cual Gill atacó en la escuela, era permitido para gente que tenía otro tipo de licencia, la cual no tenía Gill, la cual era la común ley de posesión de armas de Canadá. Por esto, si bien las armas estaban registradas legalmente, Gill no tenía autorización para portar ese rifle, y mucho menos en la vía pública, por lo que ésta arma fue transportada ilegalmente.

## Perpetrador y víctimas

### Tirador
La policía sospechó en un principio de más de tres sospechosos, pero luego el Jefe de la Policía de Montreal Yvan Delorme, confirmó que el tirador había sido una sola persona, la cual había sido abatida en el lugar del hecho. Muchos testigos visuales dijeron que el atacante era un hombre con corte de cabello mohicano y que usaba un impermeable, pantalón negro con tachas metálicas y botas de combate. El sospechoso llevaba tres armas, incluido un rifle semiautomático. Aquel atardecer, un policía estatal confirmó a los periodistas de la LCN TV, que el tirador era un joven de 25 años de edad nacido en Quebec. Otras fuentes confirmaron que era un joven de ascendencia "India-Canadiense". La policía, encontró su auto, un Pontiac Sunfire negro, estacionado cerca de la escuela, y luego inspeccionó la casa donde él vivía con su madre, de la cual sacaron un ordenador y otras pertenencias.
Alrededor de la medianoche del miércoles, la policía confirmó que el atacante era Kimveer Gill, de 25 años residente de Laval, y un graduado de Escuela Secundaria de Rosemère. Una autopsia reveló más tarde que Gill se había suicidado, luego de ser herido en el brazo por un disparo de la pistola del oficial de policía Denis Coté. También se determinó que el tiroteo fue premeditado cuando se encontró una nota de suicidio en el cuerpo de Gill.
El perfil del asesino fue encontrado en el sitio web VampireFreaks.com bajo el seudónimo de "fatality666", con última entrada a las 10:35 el día del tiroteo. El perfil fue subsecuentemente restringido sólo para usuarios registrados y luego, eliminado completamente.
El canal de habla francesa TVA, reveló que las cámaras de seguridad de la Place Alexis-Nihon grabaron a Gill en el área el 10 de agosto, más de un mes antes del tiroteo.

### Víctimas

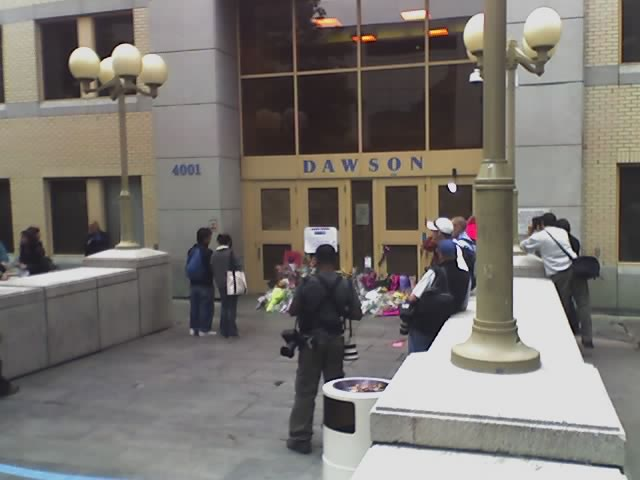
Dos días después del suceso, gente lleva flores a la entra del de Maisonneuve, donde los primeros disparos se habían efectuado.

La policía confirmó la muerte de una joven de 18 años de edad quien había recibido un disparo en el abdomen y que murió en el lugar. Periódicos canadienses identificaron más tarde a la joven como Anastasia Rebecca De Sousa. El Servicio de Policía de Montreal luego informó que otras 19 personas habían sido heridas. Una de las víctimas, Leslie Markofsky de 22 años, quien al parecer estaba en el colegio visitando amigos, recibió dos disparos en la cabeza. Markofsky fue sometida a una intensa operación en la que se le sustrajo uno de los proyectiles, luego permaneció en coma durante una semana después del tiroteo mientras los médicos determinaban si debían sustraer el segundo proyectil. Al 28 de octubre de 2006, Markofsky es dada de alta de coma en excelentes condiciones y se recupera en una instalación especial.
Otra víctima, Jessica Albert quien estaba en coma inducido hasta el 21 de septiembre de 2006 habiendo sufrido graves lesiones en el abdomen. Ella ya no está en coma, fue dada de alta y enviada a su casa. Su condición física fue supervisada de cerca y se ha recuperado excelentemente.
Joel Kornek creó el sitio web Kill Thinking (con música de 30 Seconds to Mars), un par de meses después del tiroteo. El objetivo de este sitio es combatir la depresión.

## Respuestas a la tragedia

### Estudiantes y políticos
Muchos estudiantes criticaron el accionar del colegio. A pesar de las críticas, el director de la escuela, Richard Filion instó a los alumnos a volver a clases el martes 19 de septiembre de 2006. Igualmente, los estudiantes fueron invitados a volver el 18 de septiembre de 2006 para reunirse con profesores y otros estudiantes para saber información acerca del soporte psiquiátrico y otro tipos de cosas.
Además una de las víctimas, Hayder Kadhim de 18 años quien recibió dos heridas de bala en la cabeza, instó al primer ministro Stephen Harper a un debate sobre control de armas en un discurso público en la CBC, hablando acerca del tiroteo.
- Por su parte, Stephen Harper calificó el acto como un "...acto de violencia cobarde y sin sentido..."[12]
- El miembro del Partido Liberal Bill Graham y la Miembro del Parlamento, Lucienne Robillard dijeron: "Tenemos como país que mostrar nuestra compasión a aquellos que sus vidas han sido alteradas por este inexplicable suceso".[13]

Muchos políticos más, en especial de Quebec se mostraron consternados ante el tiroteo y mostraron sus sentimientos de pesar a las víctimas. Además, miembros de compañías de videojuegos los cuales Gill jugaba, condenaron el acto y mostraron sus condolencias y horror.
También, hay que destacar la gran cantidad de ataques armados a escuelas que se vivieron los meses siguientes al tiroteo en Dawson, como un "crimen modelo", desde en Estados Unidos, Alemania y otros dos ataques más en Canadá.
El 16 de septiembre de 2006 a muy pocos días del tiroteo, Rajiv Rajan, estudiante de 25 años y amigo de Gill, fue acusado de haber enviado un correo a tres conocidos, alabando las acciones de Gill y diciendo que quizás el debía hacer lo mismo. Fue detenido por proferir amenazas de muerte y sometido a 30 días de evaluación psicológica.